# Crkva Presvetog Trojstva u Cerovcu Barilovićkom
Crkva Presvetog Trojstva je crkva u naselju Cerovcu Barilovićkom koje je u sastatvu općine Barilović, zaštićeno kulturno dobro.

## Opis dobra
Crkva je sagrađena 1843. godine u barokno-klasicističkoj tradiciji, prema tipskom projektu za srednju varijantu graničarske crkve. U potpunosti su sačuvani svi izvorni elementi gradnje i oblikovanja zbog čega ona jasno prezentira tipičnu krajišku crkvu na području Karlovačkog generalata. Crkva je jednobrodna, s užim polukružnim svetištem, sakristijom južno uz svetište i zabatnim zvonikom. Svođena je češkim kapama.

## Zaštita
Pod oznakom Z-7325 zaveden je kao nepokretno kulturno dobro – pojedinačno, pravna statusa preventivno zaštićeno kulturno dobro, klasificirano kao "sakralna graditeljska baština".